# فینال جام حذفی فوتبال انگلستان ۱۹۶۹
فینال جام حذفی فوتبال انگلستان ۱۹۶۹، رقابت پایانی جام حذفی فوتبال انگلستان در سال ۱۹۶۹ میلادی است که مابین دو تیم باشگاه فوتبال منچستر سیتی و باشگاه فوتبال لستر سیتی در ورزشگاه ومبلی لندن برگزار شده‌است.
این مسابقه که در تاریخ ۲۶ آوریل ۱۹۶۹ انجام شده‌است با نتیجه ۱ بر ۰ به سود تیم باشگاه فوتبال منچستر سیتی به پایان رسید.